# El bosc de la nit
El bosc de la nit (títol original en anglès: Nightwood) és una novel·la de l'escriptora estatunidenca Djuna Barnes publicada el 1936 a Londres per Faber and Faber. La primera edició als Estats Units, publicada per Harcourt, Brace & Co. 1937, incloïa un pròleg de T. S. Eliot, que també escrigué una nota per a la segona edició del llibre (1949).
Nightwood és notable per ser una de les primeres novel·les escrites per una persona reconeguda i sense fer servir pseudònim, en què es retrata l'homosexualitat. La seva intensitat deriva del seu dens estil poètic, proper a la novel·la gòtica, motiu pel qual T. S. Eliot declarà que era una novel·la que "només sensibilitats entrenades en el llenguatge poètic la poden apreciar del tot".

## Traduccions al català
- El bosc de la nit, trad. de Maite Cirugeda Galés. Ed. Seix Barral, 1988. ISBN 978-84-322-9584-3; Edicions 62, 2008. ISBN 978-84-297-6105-4

- El bosc de la nit, trad. de Laia Malo. LaBreu Edicions, 2022. ISBN 978-84-124575-8-2